# Tricleocarpa
Genre
Tricleocarpa est un genre d’algues rouges de la famille des Galaxauraceae.

## Liste d'espèces
Selon AlgaeBase (3 février 2019) :
- Tricleocarpa australiensis Huisman, G.H.Boo & S.M.Boo
- Tricleocarpa confertus S.-L.Liu & S.-M.Lin
- Tricleocarpa cylindrica (J.Ellis & Solander) Huisman & Borowitzka (espèce type)
- Tricleocarpa fastigiata (Decaisne) Huisman, G.H.Boo & S.M.Boo
- Tricleocarpa fragilis (Linnaeus) Huisman & R.A.Townsend
- Tricleocarpa jejuensis J.Wiriyadamarikul, Geraldino, Huisman, Lewmanomont & Boo
- Tricleocarpa natalensis J.Wiriyadamarikul, Geraldino, Huisman, Lewmanomont & Boo

Selon World Register of Marine Species (3 février 2019) :
- Tricleocarpa cylindrica (J.Ellis & Solander) Huisman & Borowitzka, 1990
- Tricleocarpa fragilis (Linnaeus) Huisman & R.A.Townsend, 1993
- Tricleocarpa jejuensis J.Wiriyadamarikul, Geraldino, Huisman, Lewmanomont & Boo, 2013
- Tricleocarpa natalensis J.Wiriyadamarikul, Geraldino, Huisman, Lewmanomont & Boo, 2013